# Bath (Pennsylvanie)
Pour les articles homonymes, voir Bath (homonymie).
Bath est un borough situé au centre du comté de Northampton, en Pennsylvanie, aux États-Unis,. En 2010, il comptait une population de 2 693 habitants, estimée au 1er juillet 2020 à 2 733 habitants. Le borough est incorporé le 1er février 1856.

## Démographie
Lors du recensement de 2010, le borough comptait une population de 2 693 habitants. Elle est estimée, en 2020, à 2 733 habitants.

### Source de la traduction
- (en) Cet article est partiellement ou en totalité issu de l’article de Wikipédia en anglais intitulé « Bath, Pennsylvania » (voir la liste des auteurs).